# Pommerloch
Pommerloch (en luxembourgeois : Pommerlach ) est une section de la commune luxembourgeoise de Winseler située dans le canton de Wiltz.
Pommerloch est connu pour abriter l'un des plus grands centres commerciaux du Nord du pays. Situé près de la frontière avec la Belgique le long de la N15, il attire ainsi de nombreux frontaliers belges. Ceci contribue à l'essor économique et démographique du village, puisque la population est passée de 48 habitants en 2001 à 109 habitants en 2006.